# Hülseburg
Hülseburg is een gemeente in de Duitse deelstaat Mecklenburg-Voor-Pommeren, en maakt deel uit van het Landkreis Ludwigslust-Parchim.
Hülseburg telt 161 inwoners.